# Цзицзэ
Цзицзэ́ (кит. упр. 鸡泽, пиньинь Jīzé) — уезд городского округа Ханьдань провинции Хэбэй (КНР). Название уезда в переводе означает «петушиный водоём».

## История
При империи Хань эти земли входили в состав удельного владения Гуанпин (广平国), впоследствии преобразованного в уезд Гуанпин (广平县). Потом уезд Гуанпин то расформировывался, то создавался вновь. При империи Северная Ци в 556 году он был выделен в очередной раз из уезда Гуаннянь, а при империи Суй в 596 году был переименован в Цзицзэ. В 606 году он был присоединён к уезду Юннянь, но при империи Тан в 621 году выделен вновь. При империи Сун в 1070 году он был присоединён к уезду Цюйчжоу, но при чжурчжэньской империи Цзинь в 1089 году выделен вновь. В начале существования монгольской империи Юань уезд Цзицзэ был опять присоединён к уезду Юннянь, но потом вновь восстановлен.
В 1949 году был создан Специальный район Ханьдань (邯郸专区), и уезд вошёл в его состав. В 1958 году уезд Цзицзэ был присоединён к уезду Цюйчжоу, но в 1962 году восстановлен. В 1970 году Специальный район Ханьдань был переименован в Округ Ханьдань (邯郸地区). В июне 1993 года округ Ханьдань и город Ханьдань были расформированы, и образован Городской округ Ханьдань.

## Административное деление
Уезд Цзицзэ делится на 4 посёлка и 3 волости.